# Площа Шатле
Площа Шатле́ (фр. Place du Châtelet) — площа в Парижі, знаходиться на межі 1-го та 4-го округів, важливий транспортний вузол французької столиці.

## Етимологія назви
Шатле — назва замків у Франції (Châtelet, від лат. Castellum) — так називалися у Франції в середньовіччі укріплені лицарські замки, пізніше — будівлі, де чинили суд королівські судді та утримувалися злочинці. У Парижі було два старих замки (вежі), що носили цю назву:
- Великий Шатле — місце суду,
- Малий Шатле — міська в'язниця.

Другий був знесений кількома роками раніше першого. У Парижі була також судова установа, що назвалася Шатле (prévôté або vicomté de Paris), це була перша інстанція у цивільних та кримінальних справах.

## Опис

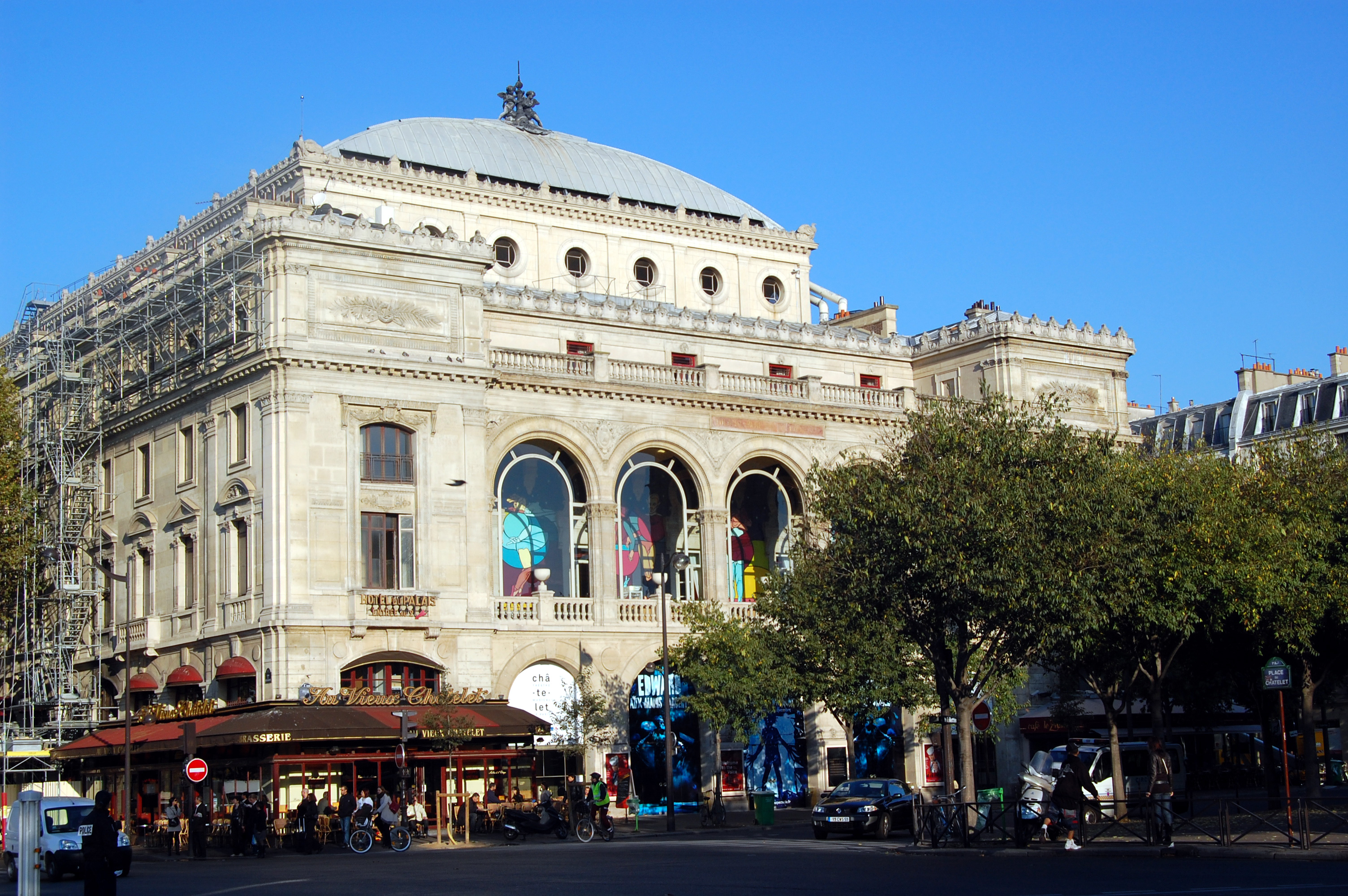
Театр Шатле

Площа названа на честь стародавньої фортеці Гран-Шатле, побудованої в 1130 Людовіком VI близько мосту Міняйл, з метою захистити острів Сіте.
Після того, як при Філіппові II Августі Париж був обнесений надійною стіною, фортеця втратила своє оборонне значення.
До революції фортеця служила в'язницею, а в 1802 її було знесено. На цьому місці в 1806-1808 за проєктом Франсуа-Жана Бралля (1750-1832), головного інженера служби водопостачання міста Парижа, встановлено фонтан на згадку про перемоги, здобуті Наполеоном Бонапартом.
Фонтан Перемоги відомий також як «Пальмовий фонтан». Споруджена в 1806 колона прикрашена пальмовими листям, між якими вибиті назви наполеонівських перемог в Італії, Єгипті та Німеччині (Лоді, Піраміди, Маренго, Ульм, Данциг). Вінчає колону богиня Перемоги, творіння Луї Симона Буазо (1743-1809). Монумент є характерним зразком наполеонівського ампіру («стилю Імперії»), що поєднує в собі риси класичної архітектури імператорського Рима з модними тоді єгипетськими мотивами.
На площі Шатле, один навпроти одного, стоять два знамениті театри: Театр Шатле (Theatre du Chatelet) та Міський театр (Theatre de la Ville).